# Distretto di Rašaant
Il distretto di Rašaant è uno dei ventitré distretti (sum) in cui è suddivisa la provincia del Hôvsgôl, in Mongolia. Conta una popolazione di 3.501 abitanti (censimento 2009). 